# هماوردی
هماوردی (به انگلیسی: Rivalry) موقعیت دو نفر یا دو گروه است که در یک رابطه رقابتی پایدار درگیر هستند. خود این رابطه ممکن است «رقابت» نامیده شود و هر شرکت کننده یا طرف هماورد (یا رقیب) دیگری است.